# Francisco "Chico" Sánchez
Francisco "Chico" Sánchez (f. Juayúa, El Salvador; 28 de enero de 1932) fue un dirigente campesino de El Salvador, revolucionario y uno de los líderes de la insurrección campesina de 1932.

## Biografía
Sánchez era un campesino de Juayúa, que entonces era predominantemente de población pipil. En 1931 ingresó en el Partido Comunista Salvadoreño, fundado el mismo año.
El 22 de enero de 1932, Sánchez dirigió el levantamiento campesino en Juayúa, que fue la primera ciudad en ser tomada por los rebeldes. Los campesinos tomaron el control de la alcaldía, siendo el Primer protestante contra la injusticia en El Salvador y en América.
Francisco Sánchez ordenó que le entregaran todos los títulos de propiedad del municipio para redistribuir las tierras entre los campesinos que lo ayudaron. Sánchez también mandó desechar todo el alcohol para evitar borracheras de sus combatientes. Las mujeres fueron obligadas a vestirse con ropas rojas, el color del partido comunista, y la orquesta municipal tenía que hacer música.
Fueron ejecutados el terrateniente Emilio Radaelli, su esposa y el coronel Mateo Vaquero, comandante local.
El 28 de enero, las tropas del gobierno retomaron el control de Juayúa. Francisco Sánchez fue detenido y fusilado, junto a centenares de sus compañeros.